# We Sold Our Soul for Rock 'n' Roll
 (août 2024).
Si vous disposez d'ouvrages ou d'articles de référence ou si vous connaissez des sites web de qualité traitant du thème abordé ici, merci de compléter l'article en donnant les références utiles à sa vérifiabilité et en les liant à la section « Notes et références ».
We Sold Our Soul for Rock 'n' Roll est la première compilation du groupe britannique Black Sabbath période Ozzy Osbourne, sorti en 1975. 

## Informations sur l'album
Lorsque Black Sabbath a signé avec NEMS, le label qui sortira son album de 1975 Sabotage au Royaume-Uni, NEMS a acquis le catalogue passé du groupe et n'a pas perdu de temps à compiler cette sortie. Autorisé à l'insu du groupe par leur ancien manager, Patrick Meehan, le groupe n'a reçu aucune somme d'argent avec la sortie de cette compilation. Ce serait également une caractéristique de la plupart des compilations de l'ère Osbourne publiées à partir de cette date.
L'album double britannique original en vinyle avec une finition mate, avait des pages centrales contenant des photos du groupe, mais cela a été omis sur les rééditions qui étaient livrées dans une pochette au fini brillant. De plus, le disque original conservait le solo de basse de Geezer Butler avant " NIB ", mais a  été omis à partir de sorties ultérieurs. Certaines copies américaines du vinyle n'incluent pas "Wicked World", bien que le titre soit inscrit à l'endos de la pochette. Au Royaume-Uni, "Wicked World" n'avait été qu'une face B de single et était relativement obscur.
Bien que l'album soit une sortie officielle, Iommi aurait déclaré que la première fois que le groupe en avait eu connaissance, c'était lorsqu'on lui avait demandé de dédicacer des copies que les fans présentaient après les concerts.

## Titres

### Disque 1
- 1 - Black Sabbath
- 2 - The Wizard
- 3 - Warning

### Disque 2
- 1 - Paranoid
- 2 - War Pigs
- 3 - Iron Man
- 4 - Wicked Wold

### Disque 3
- 1 - Tomorrow's Dream
- 2 - Fairies Wear Boots
- 3 - Changes
- 4 - Sweet Leaf
- 5 - Children of the Grave

### Disque 4
- 1 - Sabbath Bloody Sabbath
- 2 - Am I Going Insane (Radio)
- 3 - Laguna Sunrise
- 4 - Snowblind
- 5 - N.I.B.

NB : Lorsque l'album est sorti sous forme de Disque Compact, deux chansons Warning et Lagua Sunrise qui apparaissent sur le double album et la cassette, ont été omises afin de faciliter un seul disque compact à prix spécial. De plus la pièce Wicked World a été retirée des rééditions, ce qui fait que le contenu diffère légèrement sur le CD que sur le Double album vinyle.
- 1 - Black Sabbath
- 2 - The Wizard
- 3 - Paranoid
- 4 - War Pigs
- 5 - Iron Man
- 6 - Tomorrow's Dream
- 7 - Fairies Wear Boots
- 8 - Changes
- 9 - Sweet Leaf
- 10 - Children of the Grave
- 11 - Sabbath Bloody Sabbath
- 12 - Am I Going Insane (Radio)
- 13 - Snowblind
- 14 - N.I.B.

## Personnel
- Ozzy Osbourne – chant, harmonica
- Tony Iommi – guitare, piano et mellotron sur Changes, synthétiseur sur Am I Going Insane
- Geezer Butler – basse, mellotron sur Changes
- Bill Ward – batterie, percussions